# Anne Hilarion de Costentin de Tourville

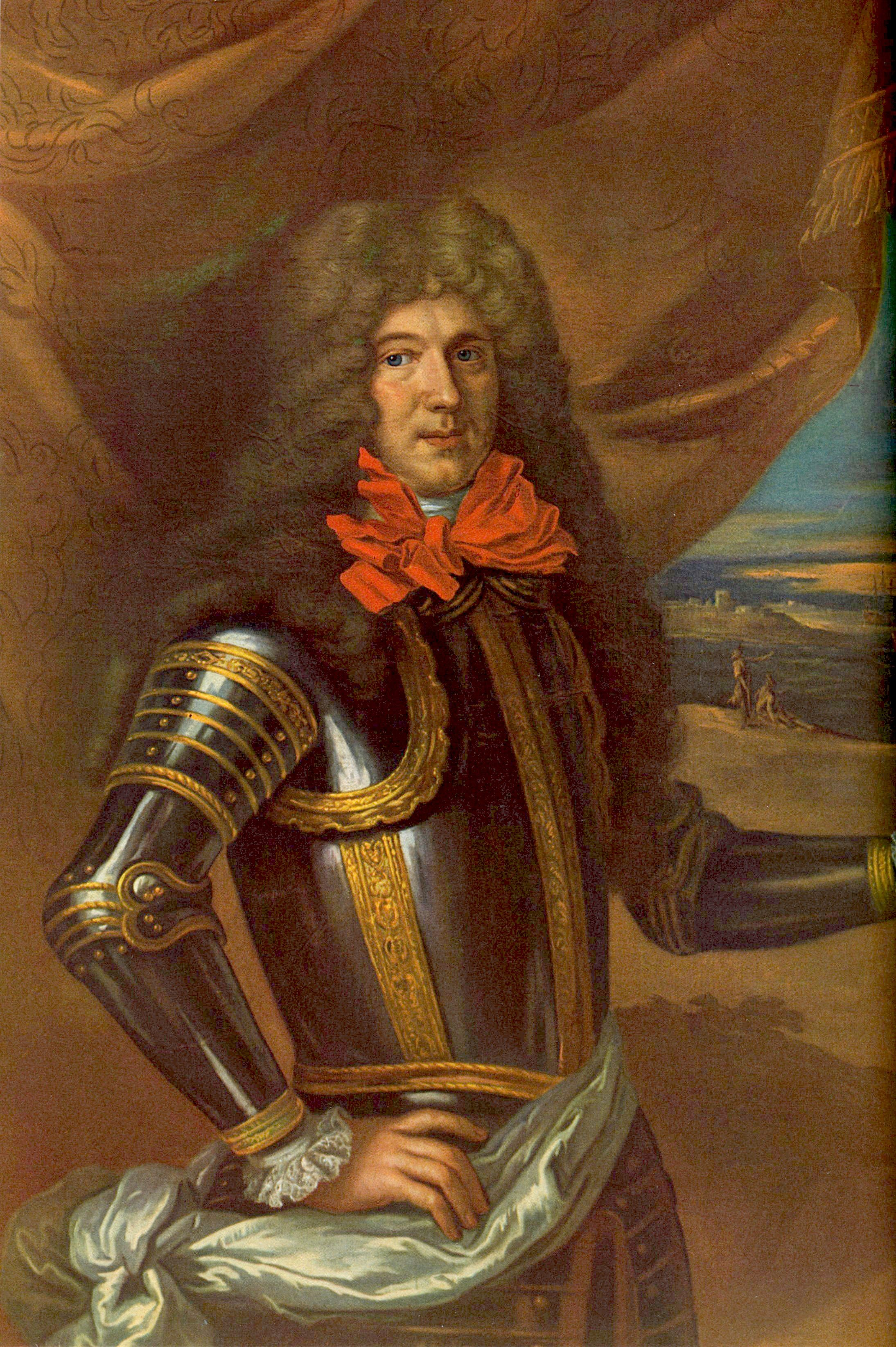
Anne Hilarion de Tourville

Anne Hilarion de Costentin (auch: Cotentin), comte de Tourville (* 24. November 1642 château de Tourville, bei Coutances, La Manche; † 23. Mai 1701 in Paris) war ein französischer Vizeadmiral und Seeheld sowie Marschall von Frankreich unter Ludwig XIV.
Anne Hilarion de Costentin, comte de Tourville, trat im Alter von 15 Jahren in den Malteserorden ein und kämpfte gegen die Barbaresken. Im Jahre 1660 nahm er Dienst in der französischen Marine, wurde 1667 Schiffskapitän und befehligte von 1672 bis 1674 ein Linienschiff im Krieg gegen die Holländer und Spanier im Mittelmeer.
1675 diente er erst unter dem Chevalier de Valbette, dann unter Duquesne. Auf der Rückkehr von Agosta nach Frankreich vernichtete er 1677 bei Palermo zwölf Schiffe der holländisch-spanischen Flotte. 1680 zum Lieutenant-général des armées navales (Vizeadmiral) ernannt, beschoss er 1682, 1683 und 1688 Algier und nahm 1684 an der Beschießung von Genua teil.
Er wurde 1689 zum Vice-amiral de France der Flotte du Levant (Mittelmeerflotte) ernannt und befehligte 1690 mit Jean II. d’Estrées das Geschwader, das die Unternehmung Jakobs II. in Irland unterstützte. Als Oberbefehlshaber der im Kanal aufgestellten französischen Flotte errang er in der Seeschlacht bei Beachy Head in der Nähe der Isle of Wight im Juli 1690 den Sieg über die aus 112 Schiffen bestehende britisch-holländische Flotte. Um die beabsichtigte Landung der Jakobiten an der britischen Küste zu ermöglichen, musste er in der Schlacht bei Barfleur am 29. Mai 1692 auf der Höhe des Kaps La Hague die aus 88 Schiffen bestehende britisch-holländische Flotte unter Admiral Russell mit 44 Schiffen angreifen, geriet aber ins Kreuzfeuer und musste sich zurückziehen.
1693 zum Marschall von Frankreich ernannt, kaperte er in der Seeschlacht bei Lagos im Juni vor der Südküste Portugals bei Lagos 27 Handels- und Kriegsschiffe eines britisch-holländischen Geschwaders und zerstörte 45 weitere bei der Verfolgung der übrigen. Er starb am 23. Mai 1701.

## Ehrungen
Ihm zu Ehren benannte die französische Marine verschiedene Schiffe:
- Linienschiff mit 74 Kanonen der Téméraire-Klasse (1790–1833)
- Linienschiff mit 80 Kanonen der Téméraire-Klasse (1853–1872)
- Kreuzer (1876–1901)
- Tourville, ein Schwerer Kreuzer der Duquesne-Klasse (1929–1961)
- Zerstörer Tourville von 1972
- Ein atomares Angriffs-U Boot der Suffren-Klasse soll seinen Namen tragen

Die Mémoires de Tourville (Amsterdam 1758, 3 Bände) sind unecht.